# Ebenshausen
Ebenshausen ist ein Stadtteil der Stadt Amt Creuzburg im Wartburgkreis in Thüringen.

## Geografie
Ebenshausen befindet sich etwa zehn Kilometer (Luftlinie) nördlich von Eisenach. Die Ortslage von Ebenshausen ist ein Straßendorf, der Ort befindet sich in einem schmalen Talabschnitt am nördlichen Ufer der Werra. Nachbarorte sind Frankenroda im Westen, Nazza im Norden und Osten sowie Mihla im Süden; die zu Buchenau gehörende Kleinsiedlung Freitagszella befindet sich 1,5 km südlich.
Die höchste Erhebung der Gemarkung befindet sich am Hang des Fuchsberg (330 m ü. NN), mit dem Flurnamen Lerchenberg wird der südliche Hangabschnitt des Fuchsberges bezeichnet. Die Flächen der Gemarkung werden überwiegend landwirtschaftlich (Ackerbau und Milchviehzucht) genutzt.

## Geschichte

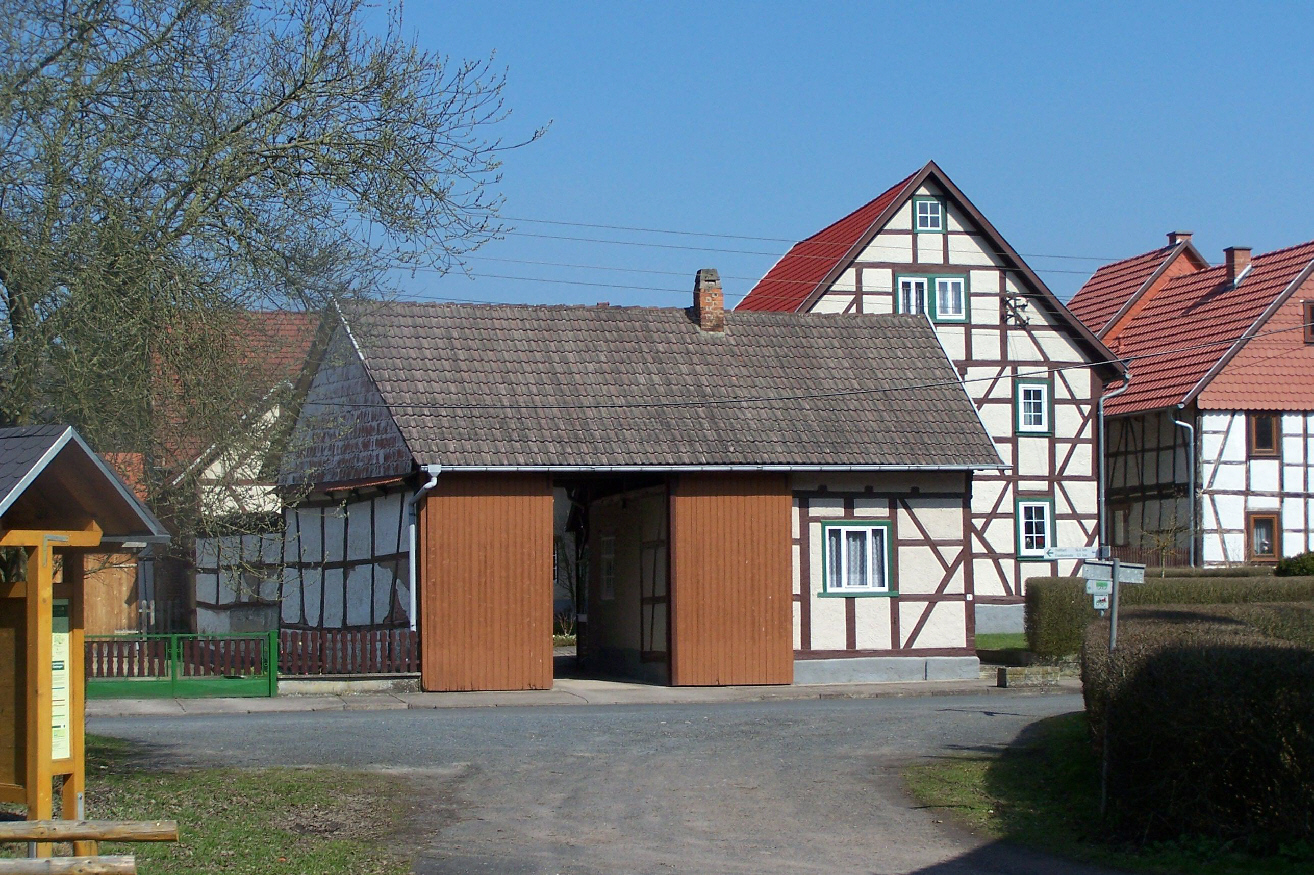
Am Uferweg in Ebenshausen

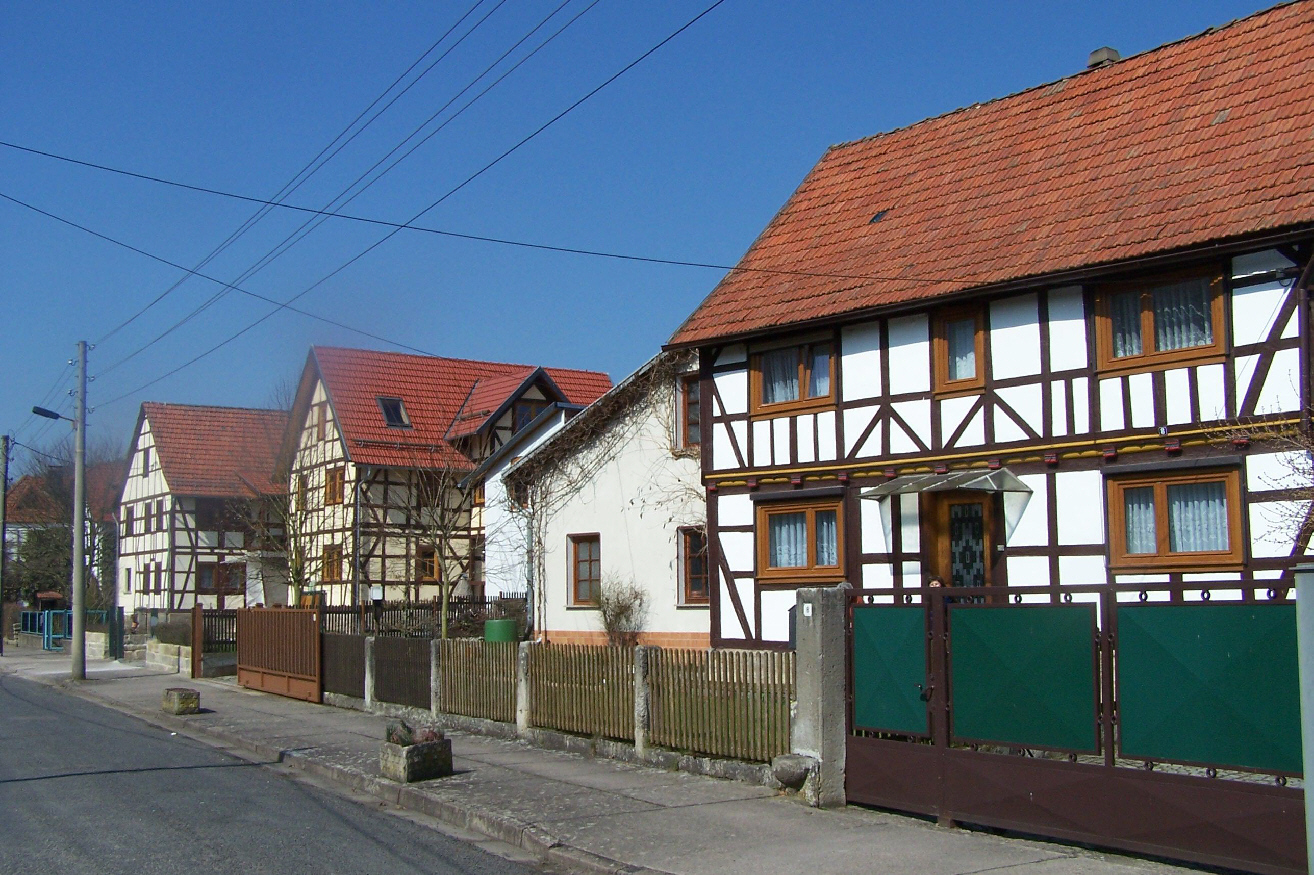
In Ebenshausen

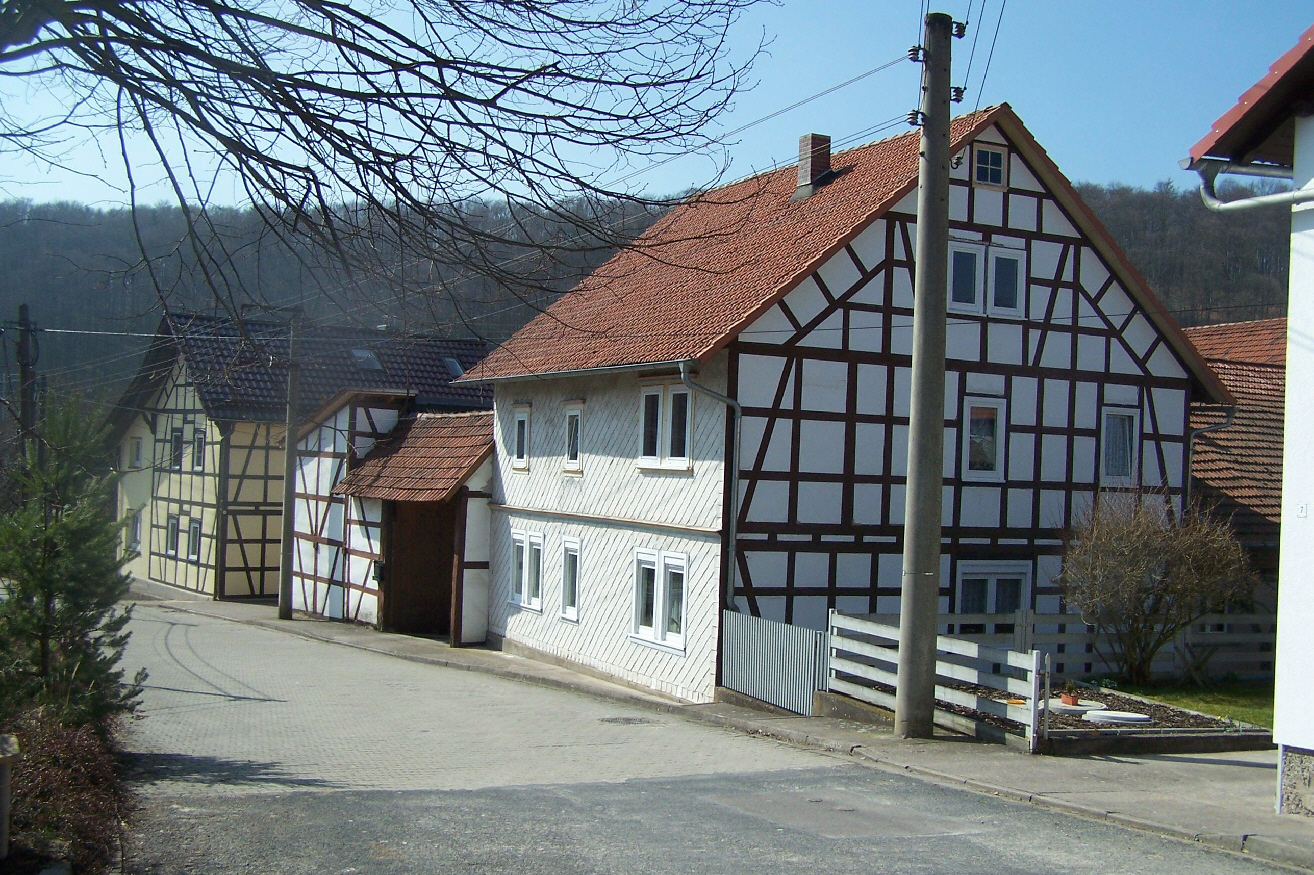
Am Flutgraben in Ebenshausen

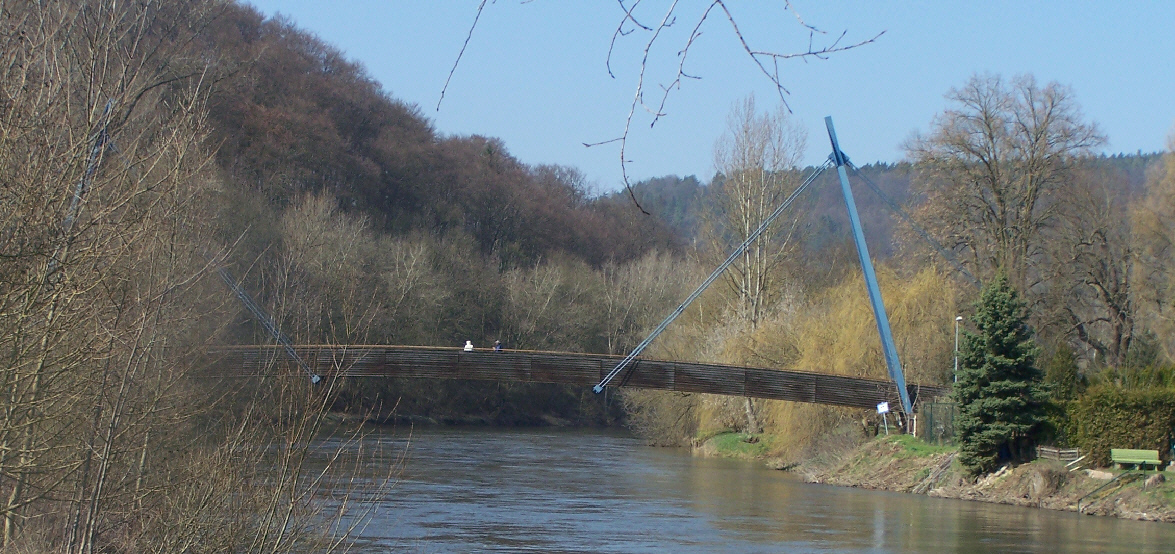
Blick über die Werra zum Steg

Der Ort Ewanshusen wurde 1229 in einer Urkunde des Landgrafen Heinrich Raspe IV. erstmals erwähnt, dies war Anlass für die im Jahr 2004 begangene 775-Jahr-Feier. Nach örtlicher Überlieferung bestand der Ort zunächst aus drei Höfen und gehörte einem Iftaer Grundherren. Die Besiedlungsgeschichte ist jedoch wesentlich früher belegbar, was mit archäologischen Funden aus dem nur 1200 m entfernten bronzezeitlichen Hügelgräberfeld bei Freitagszella dokumentiert ist. Bereits um das Jahr 1000 war das Werratal bei Ebenshausen mit zahlreichen Siedlungsplätzen belegt – hierzu zählen neben Mihla und Frankenroda auch die heutigen Wüstungen Werthausen, Wesse, Almenhausen und Münsterkirchen – alle im Umkreis von 1500 m in der Gemarkung von Mihla befindlich.
Im 14. Jahrhundert wurde das Werratal nördlich von Eisenach in die Kämpfe um die Vorherrschaft in (West-)Thüringen hineingezogen. Zunächst wurde die Herrschaft Treffurt, deren Herren sich als Raubritter unbeliebt gemacht hatten, von den Landgrafen von Thüringen und Hessen sowie dem Erzstift Mainz besetzt und als Ganerbschaft aufgeteilt; dies geschah 1336. In der Folge kam es zwischen den Landgrafen von Thüringen und dem Erzstift Mainz zum Streit über die Vogtei Dorla und den Einfluss im südlichen Eichsfeld. Durch Landgraf Balthasar wurde 1392 die Burg Haineck bei Nazza erbaut, die angrenzenden Orte seines Herrschaftsbereiches: Hallungen, Nazza, Lauterbach, Neukirchen, Frankenroda und Ebenshausen – wurden zum Burgbezirk der Haineck zusammengefasst, sie bildeten später das Amt Haineck. Unweit der Burg Haineck entstanden ausgedehnte Befestigungsanlagen – die Nazzaer Landwehr, sie verlief in einem ersten Teilstück bei Probsteizella beginnend über den Fuchsberg nach Nazza. Ein zweiter Teil sperrte den Zugang in das Lempertsbachtal östlich von Ebenshausen (Flurname Landwehr), ein dritter Teil sperrte auch das Hallunger Tal bei Nazza.
Nach 1500 erhielten die  Herren von Hopffgarten Burg und Amt Haineck als Pfandbesitz und ab 1513 als erbliches Lehen durch den Landesherren, Herzog Friedrich der Weise übertragen. In den folgenden Landesteilungen der wettinischen Gebiete wurde das Amt Haineck und damit auch Ebenshausen wegen der Zugehörigkeit zum Hopffgartenschen Gericht stets zum ernestinischen Teil gezählt. Die Hopffgartenschen Gemeinden bildeten so bis 1920 eine Exklave des Gothaer Herzogtums. Das sächsische Amt Creuzburg (Eisenacher Herzogtum) nahm jedoch die Zivilgerichtsbarkeit wahr, die Kriminalgerichtsbarkeit lag bei den Herren von Hopffgarten, Abgaben und Steuern mussten auch an die Herren von Harstall in Mihla gezahlt werden.
Die Ebenshäuser Pfarrkirche soll sich ursprünglich in Werthausen befunden haben. Als dieser Ort zur Wüstung wurde, ging die Pfarrei auf Frankenroda über. Die in Ebenshausen erbaute Dreifaltigkeitskirche war eine Filialkirche der Frankenrodaer Kirche. Die erste Ebenshäuser Dorfschule wurde bereits 1667 begründet, das Schulhaus, zugleich Wohnhaus des Dorfschullehrers, wurde etwa zeitgleich mit der Kirche erbaut. Noch in den 1950er Jahren war es eine Einklassenschule, bis 1970 war darin die Grundschule untergebracht, dann erfolgt der Schulunterricht im Nachbarort Mihla.
Die Ortschaft entwickelte sich langsam, nach der Steuerliste des Creuzburger Amtes gab es im Jahre 1730 in Ebenshausen 39 Wohnhäuser mit etwa 230 Einwohnern, 1827 zählte man 52 Wohnhäuser und 262 Bewohner. Die Bevölkerung war überwiegend in der Landwirtschaft tätig, die Anbaufläche war jedoch gering, auch Wald war nicht vorhanden, so versuchte man in einer endlosen Reihe von Prozessen in den Besitz der angrenzenden Wüstungsflächen von Werthausen und Wesse zu kommen, deren Einwohner sich einst in Ebenshausen niedergelassen hatten.
Eine gewisse Bedeutung erlangte der Abbau von Kalkstein, Steinbrüche finden sich am Steilhang westlich des Dorfes, auch Brandkalk wurde erzeugt.
Mit dem Bau der Werratalbahn erhielt Ebenshausen einen gemeinsamen Bahnhof mit dem Nachbarort Frankenroda. Die Eisenbahn ermöglichte die Aufnahme neuer Beschäftigungsmöglichkeiten in den Nachbarstädten Eisenach und Treffurt, vor allem aber im benachbarten Sodawerk Buchenau. Am Ende des Zweiten Weltkrieges erhöhte sich die Einwohnerzahl durch 120 Umsiedler und Heimatvertriebene sprunghaft, damals zählte man 440 Einwohner.
Der Beschluss zum Zusammenschluss der Gemeinde Ebenshausen mit der Stadt Creuzburg und der Gemeinde Mihla zur Stadt Amt Creuzburg wurde im Oktober 2018 gefasst. Das Thüringer Gesetz zur freiwilligen Neugliederung kreisangehöriger Gemeinden im Jahr 2019 wurde am 12. September 2019 vom Thüringer Landtag beschlossen und trat am 31. Dezember 2019 in Kraft.

## Politik
Der Gemeinderat aus Ebenshausen setzte sich zuletzt (nach der Kommunalwahl am 26. Mai 2019) aus sechs Ratsherren zusammen, die allesamt der Wählergruppe Bürger für Ebenshausen angehörten. Der ehrenamtliche Bürgermeister Fred Leise war von 1990 bis zur Auflösung der Gemeinde im Amt. Er wurde zuletzt 2016 wiedergewählt.

## Kultur und Sehenswürdigkeiten

### Bauwerke
Der Ort Ebenshausen verfügt über einen kleinen Bestand historischer Fachwerkhäuser aus dem 16. bis 19. Jahrhundert. Das älteste erhaltene Haus im Ort wird in die Zeit um 1530 datiert.

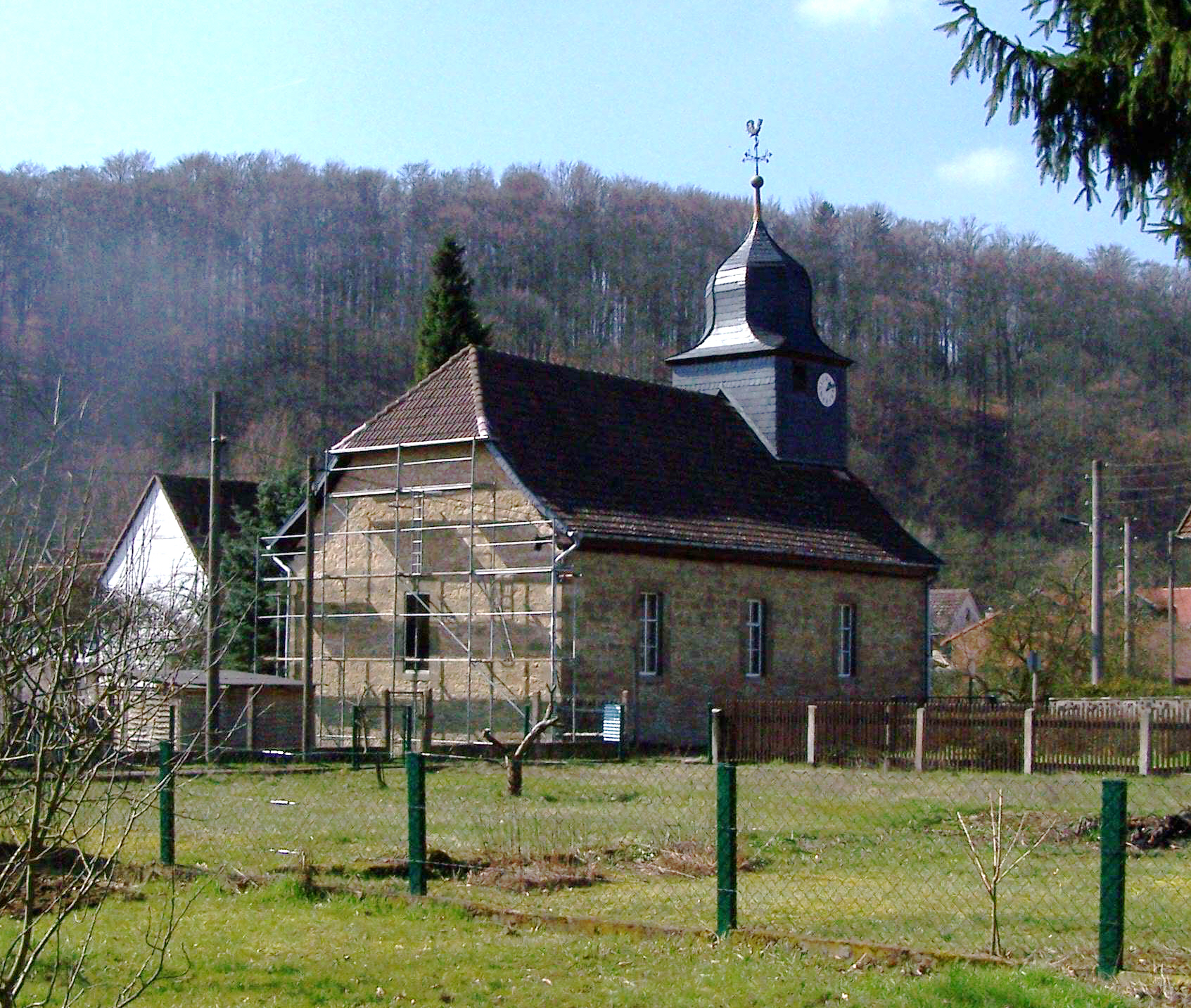
Die Dreifaltigkeitskirche (2009)

Die Dreifaltigkeitskirche, ein barocker Saalbau, wurde 1714 von dem im Nachbarort Scherbda geborenen Baumeister Caspar Werneburg (1662–1732) erbaut und hat eine Grundfläche von 14,5 × 7,6 m.

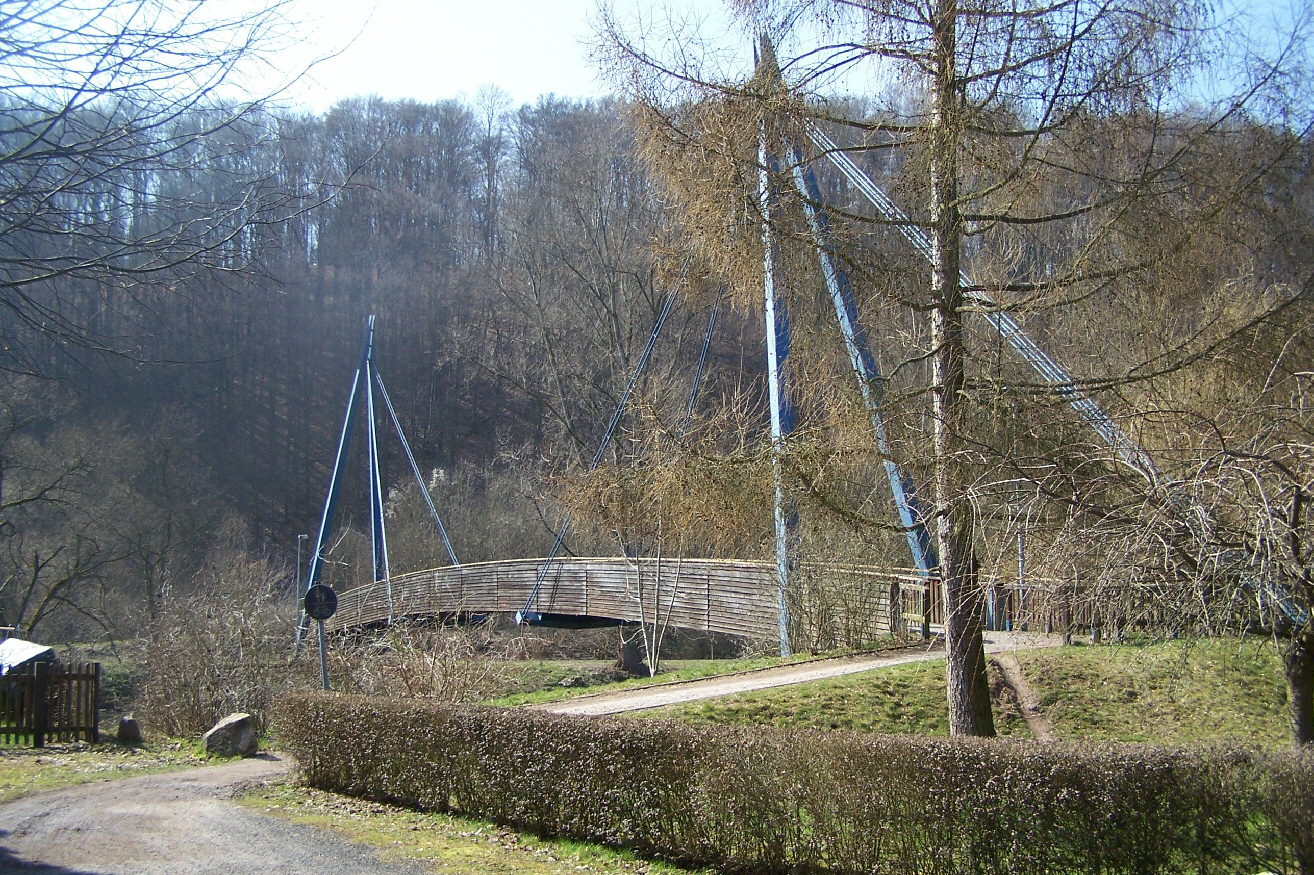
Am Steg, Ansicht vom Ort

Bemerkenswert ist auch der 1997 eingeweihte Ebenshäuser Steg, eine moderne Fußgängerbrücke über die Werra zum nahe gelegenen Schwimmbad von Mihla. Die Bauzeit war vom 6. September 1996 bis 22. Mai 1997, die Baukosten betrugen 1.030.000 DM. Die Gesamtlänge zwischen den Endauflagern beträgt 53 Meter (Spannweite), die lichte Weite beträgt 2,50 Meter, die Pylonkopfhöhe beträgt (201,09 m ü. NN), die Höhe des Hauptträgers (Unterkante) beträgt (187,15 m ü. NN), die Höhe des Wasserspiegels bei Normalpegel beträgt (180,61 m ü. NN), das Durchlaufmaß beträgt somit 6,54 Meter; das errechnete Gesamtgewicht beträgt 45 Tonnen.

### Naturdenkmale
Mehrere Bäume in der Gemarkung sind als Naturdenkmal ausgewiesen:
- Linde an der Rosenleite
- Linde an der Leite
- Linde auf dem Rasen

### Veranstaltungen
Seit einigen Jahren hat sich das immer Anfang September stattfindende Preisackern zum Höhepunkt im Jahreslauf der Dorfgemeinschaft entwickelt.

## Wirtschaft und Infrastruktur

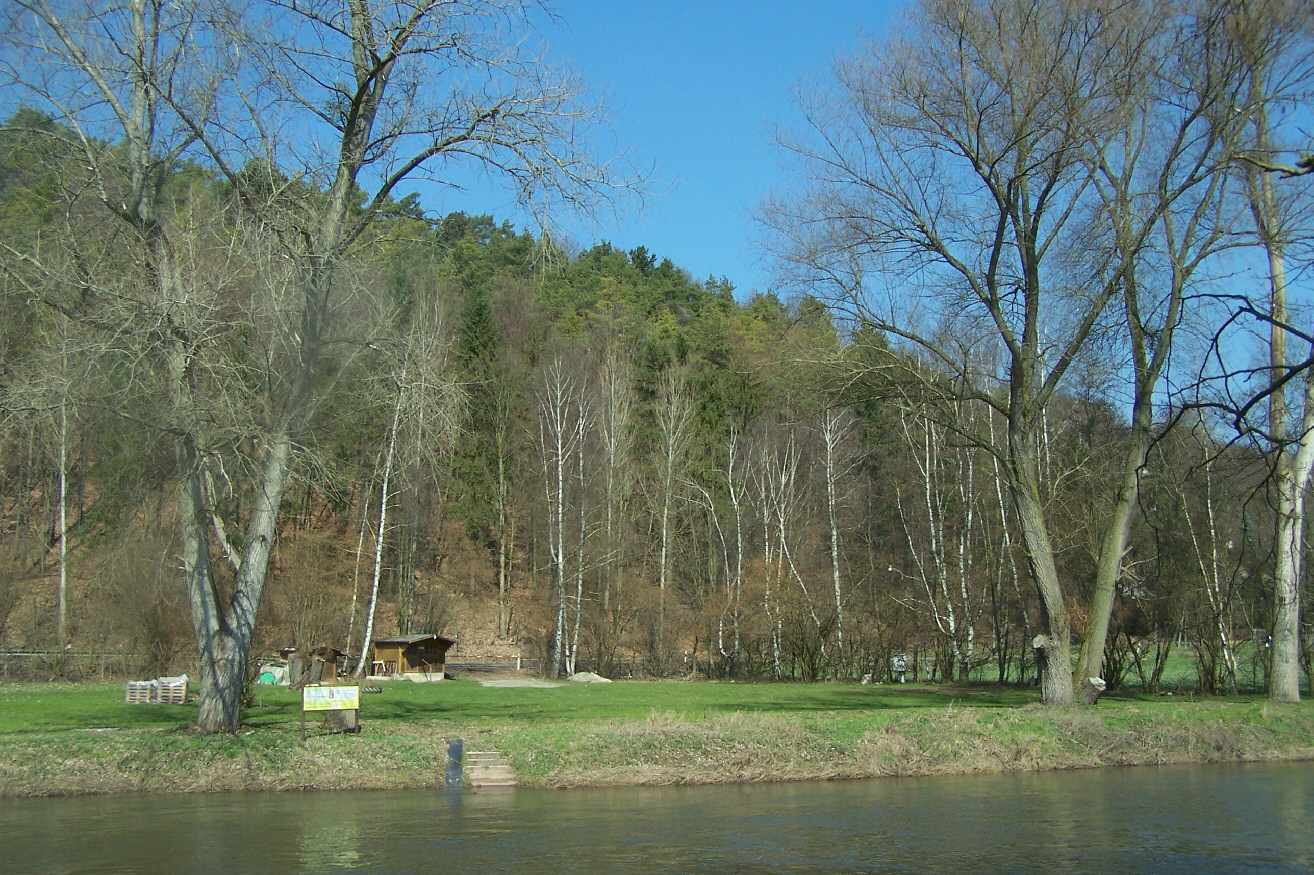
Der Campingplatz bei Ebenshausen

### Gewerbe und Tourismus
In Ebenshäuser Gewerbegebiet Oberfeld befindet sich der Standort der Elektronik-Firma Cablotec GmbH.
Ebenshausen ist ein wichtiger Rast- und Etappenort für Bootstouren auf der Werra und am Werratal-Radweg.
Am Ortsrand von Ebenshausen bestand bereits in den 1970er Jahren ein Campingplatz am Werraufer, die Entwicklung des Wander- und Erlebnistourismus hat mit der Gründung des Nationalpark Hainich weiter zugenommen.

### Verkehr

#### Straßenverkehr
Nach Ebenshausen verläuft die Kreisstraße 5, sie verbindet den Ort mit Mihla, Nazza und Frankenroda. 1992 wurde zur Verkehrsberuhigung nördlich der Ortslage eine Umgehungsstraße angelegt. Über die Landstraße 1016 ist die Stadt Eisenach und die A 4 zu erreichen.

#### Schienenverkehr
Der Betrieb der an Ebenshausen vorbeiführenden Bahnstrecke Wartha-Schwebda wurde nach dem Zweiten Weltkrieg nicht wieder aufgenommen, da mehrere Brücken entlang der Strecke zwischen Mihla und Treffurt zerstört waren. Der nächstgelegene Bahnhof befindet sich heute in Eisenach.